# Bioclipse
Bioclipse è un progetto open source basato su Java, una piattaforma visuale per la chemioinformatica e la bioinformatica basata su Eclipse Rich Client Platform (RCP). Recentemente è stata aggiunta una funzionalità di scripting.
Bioclipse utilizza, come qualsiasi applicazione RCP, una architettura plugin che eredita la funzionalità basilare e le interfacce grafiche da Eclipse, come il sistema di guida, gli aggiornamenti software, le preferenze, la disponibilità multipiattaforma ecc. Tramite questi plugin, Bioclipse fornisce le funzionalità adatte alla chemioinformatica e alla bioinformatica, e punti di estensione che possono facilmente essere estesi da terzi, come i proprietari, in modo da aggiungere funzionalità supplementari.
La prima versione stabile di Bioclipse include un plugin CDK in modo da fornire un back end di chemioinformatica, un plugin Jmol per la visualizzazione 3D, e un plugin BioJava per l'analisi delle sequenze. Bioclipse è stato sviluppato dalla collaborazione tra il Proteochemometric group dell'Università di Uppsala, lo Steinbeck Research Group dell'EBI, e il Dipartimento di Chimica Analitica dell'Università di Leida, ma include estensioni sviluppate anche da altri istituti accademici. Lo sviluppo è sostenuto dalla International Bioclipse Association.